# TGV

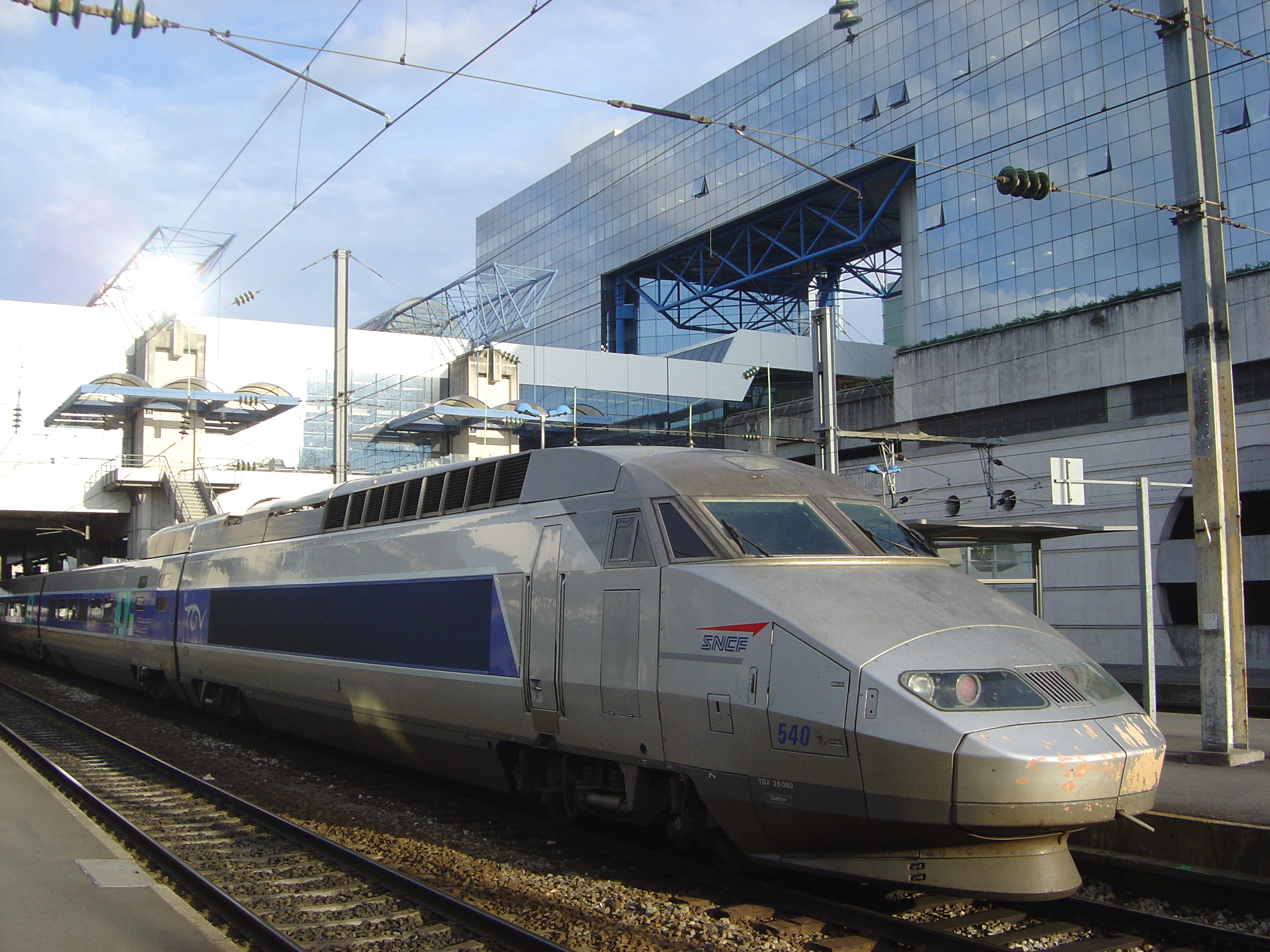
TGV în gara din Rennes

TGV sau tren de mare viteză (a nu se confunda cu AGV) este un tren electric care poate circula cu viteză mare (270 sau 320 km/h), dezvoltat de Societatea Națională a Căilor Ferate Franceze (SNCF) și construit de societatea Alstom. Trenul circulă atât pe linii clasice (exclusiv cu viteze de până la 200 km/h), cât mai ales pe linii speciale de mare viteză sau LGV (franceză ligne à grande vitesse) care permit viteze superioare limitei de 250 km/h (un tren de mare viteză este un tren care poate atinge 200 km/h pe linii clasice sau poate depăși 250 km/h pe linii de mare viteză). Conceperea și exploatarea LGV-urilor a fost făcută inițial de o subsidiară a SNCF. „TGV” este o marcă înregistrată a SNCF.

## Despre
După lansarea în 1981 a primei linii TGV între Paris și Lyon, rețeaua TGV a fost dezvoltată progresiv pentru a asigura un serviciu regulat între principalele orașe din Franța, eliminând aproape complet trenurile Corail de pe principalele linii radiale ale sistemului.
Succesul primei linii a antrenat o expansiune rapidă a rețelei, prin construirea de noi linii de mare viteză spre sudul, vestul și nordul țării. Dornice de a împărtăși succesul rețelei franceze, țările vecine, ca Belgia, Italia și Elveția și-au racordat sistemul feroviar cu cel francez. TGV deservește și Germania și Olanda sub marca Thalys, și Regatul Unit sub marca Eurostar. Numeroase linii noi sunt în stadiul de proiect în Franța.
TGV-ul poate rula la viteze comerciale de până la 320 km/h, lucru posibil prin folosirea liniilor de mare viteză speciale, care au raza de virare foarte mare, și o serie de echipamente speciale ce permit trenurilor să ruleze la viteză foarte mare. Aceste echipamente constau în motoare electrice foarte puternice, un centru de gravitate situat foarte jos, suspensii pneumatice, vagoane articulate și semnalizarea situată la bordul trenurilor, deoarece mecanicii nu o pot observa pe cea situată în lateral.
Trenurile sunt construite de Alstom, chiar dacă Bombardier are și el o contribuție, la fel ca și mulți alți subcontractanți. Cu excepția a 3 trenuri poștale utilizate de La Poste între Paris și Lyon, TGV este exclusiv un serviciu de transport călători. Trenuri derivate din TGV circulă și în Coreea de Sud (KTX), în Spania (AVE) și în Statele Unite (Acela Express).
TGV-ul a antrenat o revoluție comercială la SNCF, marcată îndeosebi de accesul la vitezele ridicate, până atunci rezervat unei clientele selecte, a marii mase de călători, abandonarea suplimentelor de viteză și rezervarea obligatorie.

Logoul TGV și imaginea rotită cu 180°.
Se poate observa asemănarea cu un melc

TGV-ul a înlocuit în mare măsură avionul între orașele deservite, datorită timpului de parcurs mai mic (mai ales pe parcursuri mai mici de 3 ore), formalităților de înregistrare, securitate și îmbarcare mult mai simple. Acestor factori li s-au adăugat situarea gărilor în centrul orașelor și percepția sporită de siguranță a trenurilor față de avioane.
Sistemul a atins primul miliard de călători de la lansarea sa în septembrie 1981, pe 28 noiembrie 2003. Al doilea miliard este așteptat în 2010.
Logoul TGV a fost creat în 2000 de The Brand Company, filială a agenției de publicitate BDDP. Logoul dorește să evoce, prin formele fluide, viteza și puterea trenului. Întors cu 180°, seamănă cu un melc. Sloganul TGV este: "TGV, prenez le temps d'aller vite" (TGV, permiteți-vă să mergeți repede).

## Istoric

### Originile TGV
Ideea de a crea un tren de mare viteză pentru a lega principalele orașe ale Franței a apărut în cursul anilor 60, după ce Japonia a început construcția Shinkansen-ului în 1959. În acea epocă, SNCF căuta o modalitate de a mări rata de utilizare a trenurilor, care scădea încontinuu. Mărirea vitezei părea o soluție bună pentru a concura cu automobilul și avionul. Anterior SNCF făcuse experimente cu proiectul de aerotren care folosea tehnologia pernei de aer, radical diferită de calea ferată obișnuită, și cu turbotrenuri ușoare.
În prima sa versiune, TGV-ul urma să fie propulsat de turbine asemănătoare celor de pe elicoptere. Alegerea era dictată de dimensiunea mică a turbinelor, puterea lor ridicată și capacitatea de a oferi respectiva putere pentru un timp îndelungat. Primul prototip, TGV 001, a fost singurul tren de acest fel construit vreodată.
Testele cu TGV 001 au adus multe informații utile, mai ales în legătură cu frânarea la viteze mari, care necesită disiparea unei mari cantități de energie cinetică, a aerodinamicii și a semnalizării. Rama era articulată, două vagoane adiacente împărțind un boghiu comun. Prototipul a atins viteza de 318 km/h, care este și astăzi recordul mondial de viteză pentru trenurile cu turbină. Designul primului TGV, atât în interior cât și în exterior, a fost realizat de englezul Jacques Cooper și a marcat generațiile următoare de trenuri.

### Nașterea TGV-ului actual
În urma crizei petroliere din 1973, s-a decis să se revină la tracțiunea electrică prin pantograf. Motivele erau mai mult de ordin politic decât tehnic sau economic: în acea perioadă, costul energiei nu reprezenta decât 5 % din costul tracțiunii, adică aproximativ 20 FF/km pentru fiecare tren., și costul unui tren electric era cu 10% mai mare decât cel al unui tren diesel, pentru o capacitate inferioară și fără a introduce în calcul costul instalațiilor fixe.
Trecerea la tracțiunea electrică a impus noi experimente în diferite domenii. SNCF a transformat în 1974 un automotor Z 7100 pentru a construi prototipul numit Zébulon, care a permis testarea mai multor inovații: motoarele suspendate pentru a ușura sarcina boghiurilor, pantografele cu două etaje, noile suspensii și sisteme de frânare. Motoarele suspendate au redus cu 2,95 tone masa locomotivelor. Zébulon a parcurs aproximativ 1.000.000 km în cursul testelor.
În 1976, guvernul francez a decis lansarea proiectului, aprobând construcția primei linii între Paris și Lyon (LGV Sud-Est). Proiectul a fost finanțat integral de SNCF, în mare parte din împrumuturi bancare. Acest lucru a dus la îndatorarea societății, ceea ce a determinat guvernul să reformeze sistemul în 1997, creând o societate specializată de infrastructură: Réseau ferré de France (RFF). RFF nu poate finanța decât proiecte a căror rentabilitate este asigurată. Acest lucru a dus la cofinanțarea de către diversele regiuni a liniei LGV Est, funcțională din 2007.
În urma unor teste efectuate cu două trenuri de preserie, prima comandă a fost livrată pe 25 aprilie 1980. Serviciile TGV între Paris și Lyon au fost inaugurate pe 27 septembrie 1981. Categoria vizată inițial erau călătorii de afaceri între cele două orașe. Durata traseului, mult mai mică decât cu trenul clasic, a dus la câștigarea unei importante cote de piață în defavoarea automobilului și avionului. Inovațiile aduse de acestă linie erau nu numai de ordin tehnic, ci și comercial, prin reducerea complexității tarifelor, obligativitatea rezervărilor și, mai târziu, introducerea serviciului la ore fixe.

### Viteza

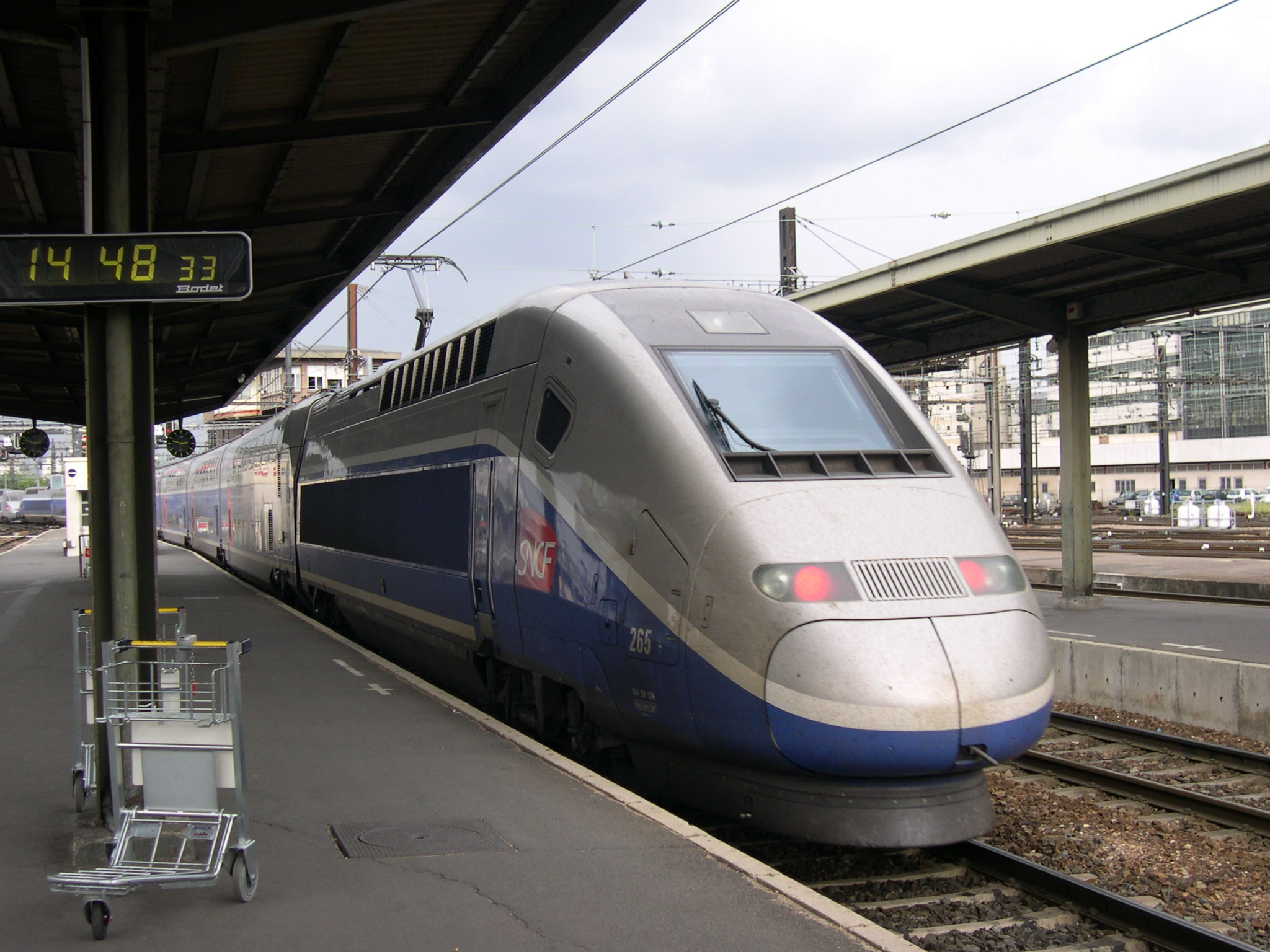
Un TGV Duplex pleacă din gara La Part Dieu din Lyon.

TGV-ul nu este primul tren de mare viteză intrat în serviciu comercial în lume. Shinkansen-ul japonez a legat Tokyo de Osaka din 1 octombrie 1964, cu aproape 17 ani înaintea primului TGV.
Pe 26 februarie 1981, TGV a obținut un prim record de viteză pe linia LGV Sud-Est la 380 km/h. Acest record, care a fost obținut în prezența a numeroși jurnaliști, avea ca scop să liniștească publicul larg, demonstrând faptul că viteza de 260 km/h putea fi atinsă în siguranță. Pe 12 decembrie 1988, SNCF a ameliorat (neoficial) acest record rulând trenul TGV PSE 88 la 408,4 km/h pe linia Sud-Est.
Recordul actual de viteză este de 574,8 km/h, stabilit la 3 aprilie 2007 pe linia de mare viteză Est, cu o ramă de încercare de doar 3 vagoane (în loc de 10) montate pe patru boghiuri dintre care cele două boghiuri intermediare au fost motorizate, tip AGV. (Japonia deține recordul mondial de viteză la trenuri cu sustentație magnetică) cu 581 km/h.
TGV rămâne, în 2005, trenul cel mai rapid din lume aflat în serviciu comercial. O viteză medie pentru un parcurs tipic era de 263,3 km/h .

### Extinderea serviciului
După deschiderea din 1981 a liniei Sud-Est care permitea legături între Paris și sud-estul Franței, rețeaua de linii de mare viteză s-a extins continuu. Primele TGV-uri care nu treceau prin Paris au fost lansate în 1984 (Lille-Lyon) și în 1986 (Rouen-Lyon). În 1989 și 1990, Linia de mare viteză LGV Atlantique a permis TGV-ul deservirea a circa 50 de noi orașe din vestul Franței. În 1993, s-a deschis linia LGV Nord, care a permis crearea de legături de mare viteză internaționale odată cu lansarea serviciilor Thalys spre  Benelux și Germania și Eurostar spre Londra. Interconexiunea Est a permis în 1994 scurtarea traseelor din provincie prin ocolirea Parisului. Linia LGV Méditerranée a permis în 2001 apropierea Mării Mediterane de Paris. Cu această ocazie au fost lansate legături către Elveția și Italia. În 2007 a fost inaugurată linia LGV Est, care a permis extinderea rețelei în estul Franței cu legături către Germania, Luxembourg și nordul Elveției. Liniile de mare viteză au o lungime de 1847 km, adică 5% din rețeaua aflată în exploatare în Franța.

## Material rulant

### Concepția

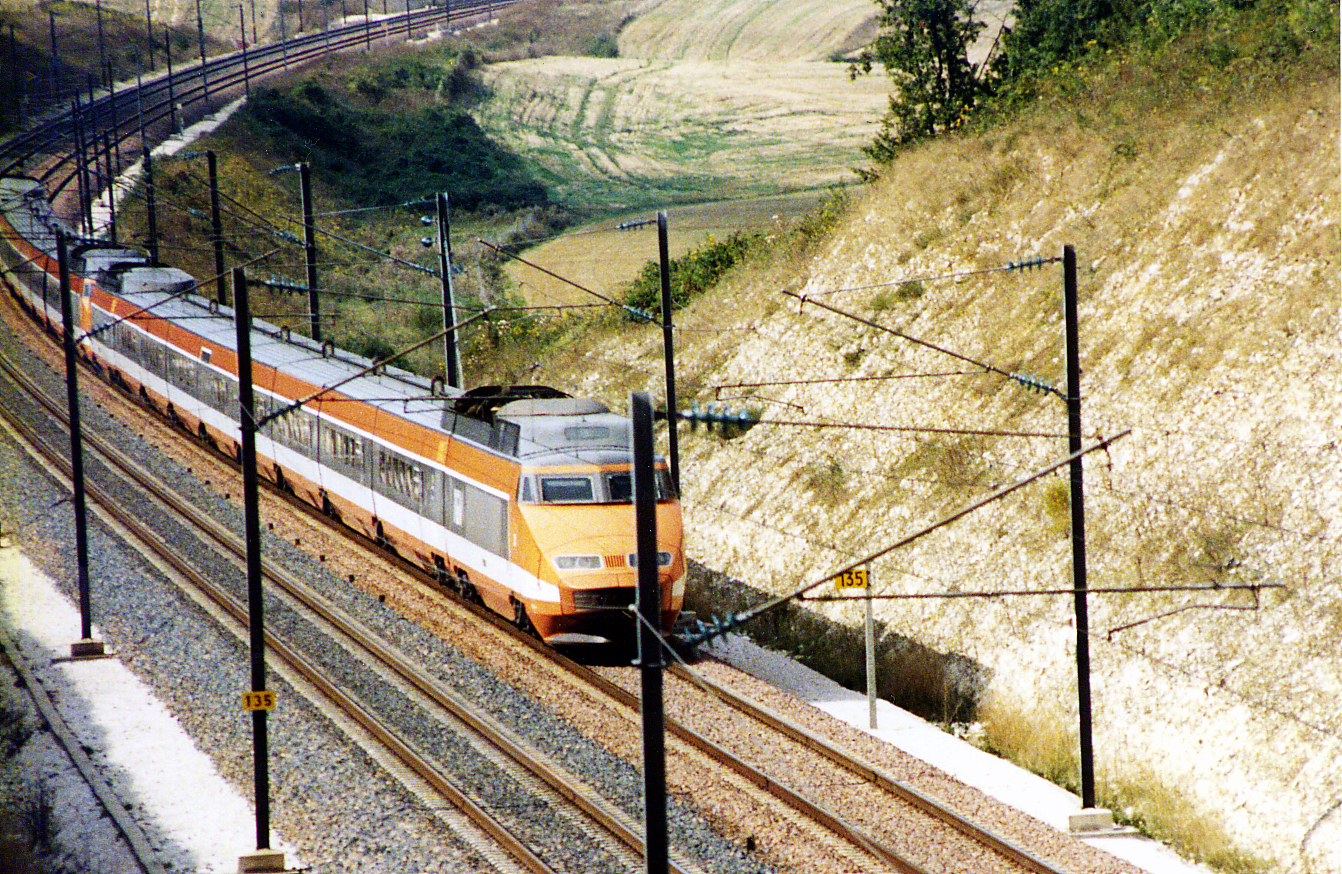
Garnitură TGV Sud-Est în culoarea originală (portocaliu)

Particularitatea automotoarelor TGV este că au în componență două locomotive cu două boghiuri care încadrează o porțiune articulată. Boghiurile intermediare sunt comune pentru două vagoane consecutive. Articulația este și ea originală, permițând o amortizare mai bună.
Acest sistem prezintă mai multe avantaje :
- permite reducerea numărului de osii, coborârea centrului de greutate și micșorarea suprafeței frontale a trenului permițând astfel reducerea consumului;
- nici un călător nu este așezat pe boghiu și sunt limitate vibrațiile transmise, îmbunătățind confortul;
- trenul este foarte rezistent la torsiune, ceea ce îi îmbunătățește comportarea în caz de deraiere.

Din păcate, pentru a despărți vagoanele este nevoie de instalații capabile să ridice întregul tren. Locomotivele sunt cuplate și pot fi despărțite de tren cu un sistem clasic.
Unul dintre principalele avantaje ale TGV-ului este că acesta este complet compatibil cu instalațiile feroviare clasice de pe liniile electrificate astfel că acesta poate deservii gările situate în centrul orașelor și poate deservii localități ce nu se află în apropierea liniilor de mare viteză. De asemenea, pentru relațiile cu număr mare de pasageri, două rame pot fi cuplate pentru a mări capacitatea.

### Motorizare
Primele trenuri TGV funcționau cu motoare de curent continuu alimentate de redresoare reversibile. La sfârșitul anilor 1980, dezvoltarea electronicii a permis înlocuirea acestuia cu un motor sincron.
Utilizarea motoarelor sincrone prezenta mai multe avantaje:
- Motorul este mai simplu și mai ușor la aceeași putere:
  - TGV-SE : 12 motoare de curent continuu de 535 kW și 1560 kg.
  - TGV-A : 8 motoare de 1100 kW și 1450 kg.
- Cuplu mare la pornire.
- Absența colectorilor, evitarea problemelor de comutație.
- Ameliorarea factorului de putere (mai mic de 0,8 pentru TGV-SE, mai mare de 0,95 pentru TGV-A).

Totuși, motoarele sincrone sunt mai scumpe și necesită mai multă întreținere decât cele asincrone.

### Circuite electrice de comandă
TGV Atlantique a inaugurat gestiunea ramelor prin calculatoare legate în rețea; numit TORNAD (TOken Ring Network Alsthom Device), sistemul este format din 18 calculatoare.
Pentru următoarele generații de TGV (TGV-R TGV-DUPLEX TGV-POS), calculatoarele sunt legate între ele prin rețeaua TORNAD. E vorba de o rețea de tip token bus (802.4).

### Evoluții
SNCF are în exploatare aproximativ 400 de rame TGV din mai multe familii:
- TGV Sud-Est (renovat în 2001); inaugurat în 1981
- TGV Atlantique; inaugurat în 1989
- TGV Réseau; inaugurat în 1993
- TGV TMST; inaugurat în 1994
- TGV Duplex; inaugurat în 1996
- TGV POS (Paris-Ostfrankreich-Süddeutschland: Paris-Estul Franței-Sudul Germaniei); inaugurat în 2007

| Tipul echipamentului | Anul construcției | Număr de rame construite       | Viteza maximă                         | Capacitate | Lungime         | Lățime | Greutate       | Putere (pentru 25 kV) |
| -------------------- | ----------------- | ------------------------------ | ------------------------------------- | ---------- | --------------- | ------ | -------------- | --------------------- |
| TGV Sud-Est          | 1978 - 1985       | 109                            | 270 km/h inițial 300 km/h îmbunătățit | 345        | 200.2 m         | 2.81 m | 385 tone       | 6,450 kW              |
| TGV Atlantique       | 1988 - 1992       | 105                            | 300 km/h                              | 485        | 237.5 m         | 2.90 m | 444 tone       | 8,800 kW              |
| TGV Réseau           | 1993 - 1996       | 88                             | 300 km/h                              | 377        | 200 m           | 2.90 m | 383 tone       | 8,800 kW              |
| TGV TMST             | 1993 - 1996       | 38                             | 300 km/h                              | 794 / 596  | 393.7 / 318.9 m | 2.81 m | 752 / 665 tone | 12,240 kW             |
| TGV Duplex           | 1995 -            | 98 + 23 comandate + 25 opțiune | 320 km/h                              | 512        | 200 m           | 2.90 m | 386 tone       | 8,800 kW              |
| Thalys PBKA          | 1996 - 1997       | 17                             | 300 km/h                              | 377        | 200 m           | 2.90 m | 385 tone       | 8,800 kW              |
| TGV POS              | 2006 -            | 55 comandate + 40 opțiune      | 320 km/h                              | 377        | 200 m           | 2.90 m | 423 tone       | 9,600 kW              |

Observații:
- Un TGV Sud-Est a fost scos din circulație după accidentul de la Voiron
- TGV Sud-Est nr 38 a fost transformat în TGV Poștal
- cele 5 jumătăți de tren TGV Poștal sunt identice cu TGV Sud-Est și aparțin poștei Franceze. Ele nu transportă pasageri.
- 2 TGV-Sud-Est tricurent sunt în proprietatea căilor ferate federale elvețiene
- TGV Réseau bicurent numărul 502 a fost scos din circulație după accidentul de la Bierne
- 10 trenuri TGV Réseau au fost special construite pentru serviciul Thalys fiind numite TGV PBA
- Prețul unei rame clasice este estimat la 15 milioane euro, prețul unei rame tip Duplex era între 24 și 28 de milioane de euro în 2005, iar prețul unei rame Eurostar este estimat la 32 milioane euro.

## Infrastructură

Rețeaua TGV
în albastru și roșu : linii de mare viteză
în negru : linii clasice parcurse de TGV

### Linii de mare viteză (LGV)
Acest tip de tren folosește linii construite special pentru el (numite LGV -franceză Lignes à grande vitesse) pe care poate atinge viteze de ordinul a 300 km/h. Raza minimă a virajelor este de 4000 m, iar semnalizarea feroviară este îmbarcată la bordul trenurilor. Liniile cele mai moderne permit atingerea unor viteze de croazieră de 320 km/h, sunt îngrădite pentru a nu exista accidente cu animale sălbatice și nu au treceri la nivel.
Recordul mondial de viteză pe calea ferată, care datează din 3 aprilie 2007 (574,8 km/h) a arătat că liniile de mare viteză sunt capabile din punct de vedere mecanic să suporte viteze mult mai mari decât cele curente. Principalele obstacole în calea măririi vitezei de croazieră sunt:
- frânele, care au dificultăți în disiparea energiei la peste 350 km/h,
- rezistența aerodinamică, proporțională cu pătratul vitezei, care are efecte asupra consumului de energie,
- mentenanța căii de rulare, care ajunge la costuri prohibitive peste o anumită viteză,
- poluarea sonoră care crește odată cu viteza și care face obiectul unor reglementări din ce în ce mai stricte,
- și într-o mai mică măsură contactul pantograf-linie și roată-șină.

TGV-ul poate de asemenea să folosească rețeaua feroviară clasică la viteza maximă pentru secțiunea respectivă (până la 220 km/h în funcție de traseu și tipul de semnalizare).

### Gări

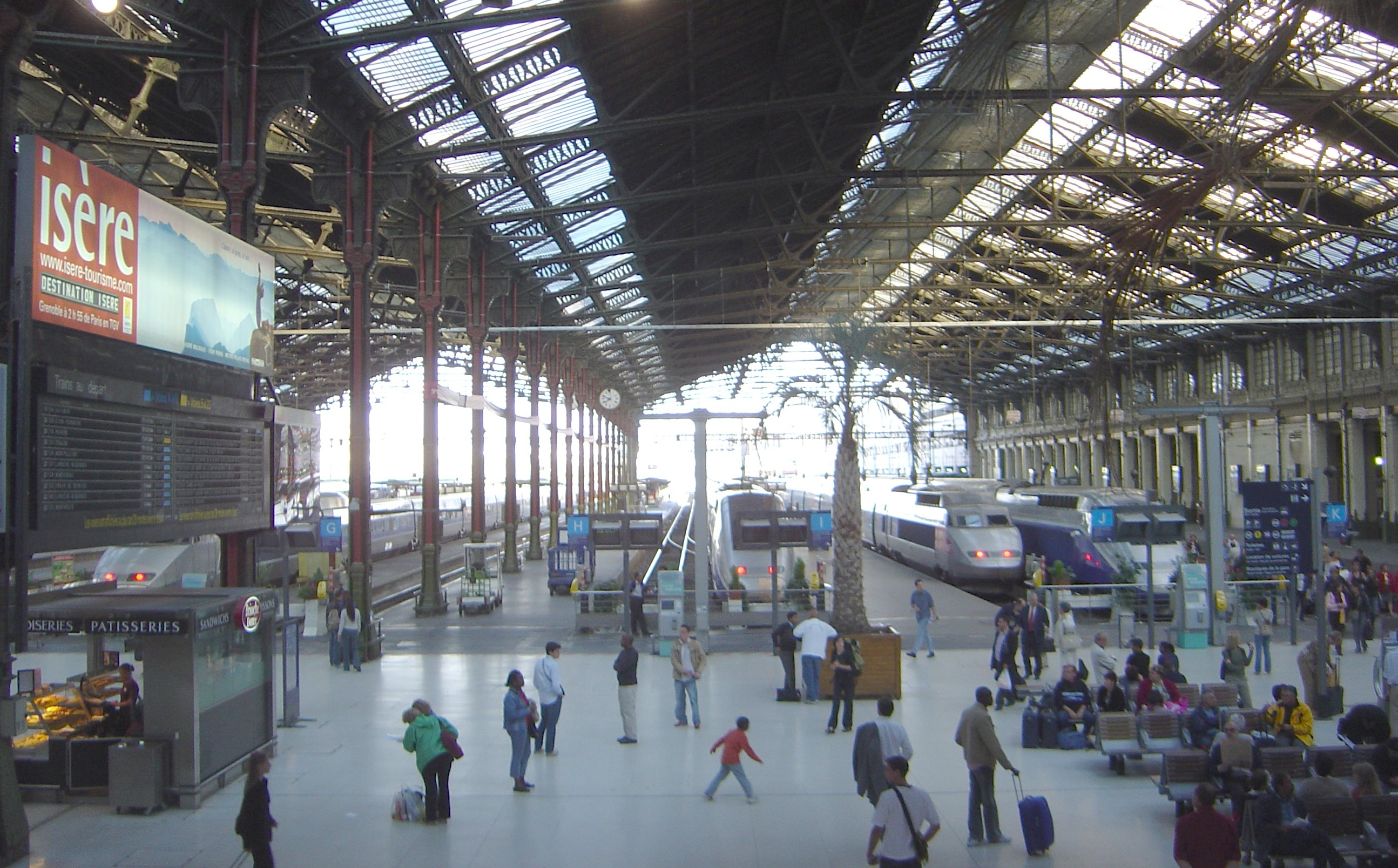
Hala Gării Lyon din Paris.
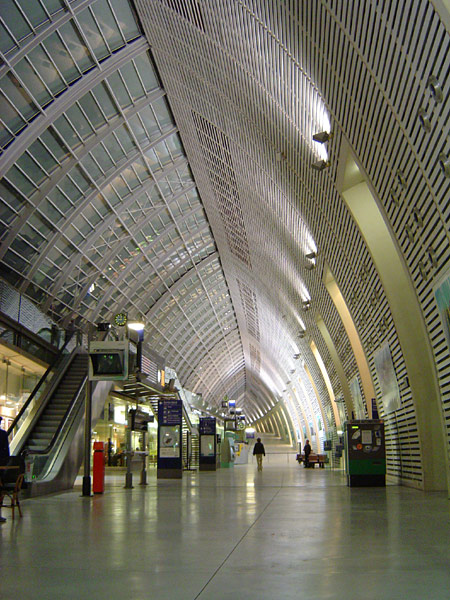
Gara Avignon TGV .

Unul din avantajele sistemului TGV față de alte sisteme de mare viteză, cum ar fi trenurile cu sustentație magnetică este compatibilitatea sa cu rețeaua clasică. Acest lucru permite deservirea gărilor din centrul orașelor fără a investi în infrastructuri urbane scumpe.
Pentru deservirea orașelor mijlocii s-a ales să se construiască gări de tranzit pe liniile de mare viteză, la mare distanță de orașele respective și deseori accesibile doar pe cale rutieră. Este cazul gării Creusot TGV, care deservește Montceau-les-Mines și Le Creusot și este situată la jumătatea distanței dintre cele două orașe. Această alegere a permis îmbunătățirea timpului de parcurs între Paris și Lyon. Un caz mai controversat este cel al gării TGV Haute-Picardie care a fost supranumită "gara sfeclei" de către adversarii săi datorită situării sale departe de Amiens și de Saint-Quentin, și fără corespondență cu rețeaua feroviară locală.
Cu toate că primele gări nu aveau nici o ambiție arhitecturală, nu același lucru se poate spune despre cele mai noi. Printre cele mai spectaculoase putem cita gara Lyon-Saint-Exupéry TGV, opera arhitectului spaniol Santiago Calatrava, gara Aeroportului Charles-de-Gaulle 2 (Roissy-Charles-de-Gaulle) și gara Avignon TGV. Deschisă în 2001, cea din urmă este considerată ca una din cele mai impresionante din întreaga rețea, cu acoperișul panoramic de 340 metri lungime, comparat deseori cu acoperișul unei catedrale.

## Servicii

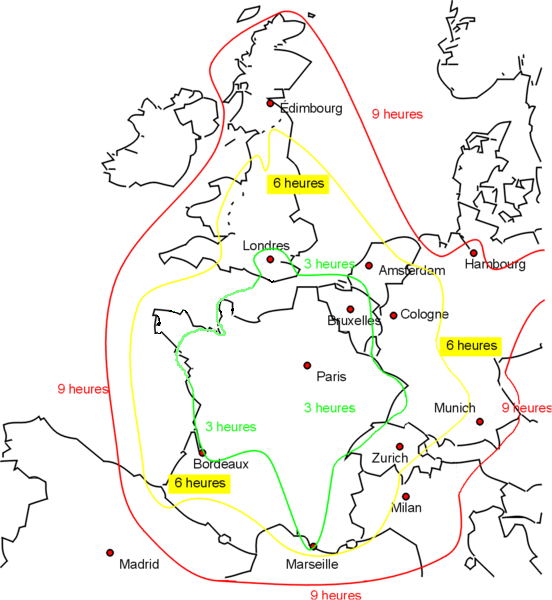
Timpii de parcurs cu plecare din Paris

Serviciile TGV folosesc noile linii pe o parte din parcursul lor și continuă pe rețeaua clasică pe distanțe destul de mari, inclusiv în țările vecine Franței. Mare parte din servicii sunt radiale, cu plecarea din Paris, altele sunt relații transversale care folosesc Interconexiunea Est (prin estul orașului) sau Linia de mare centură în sud. TGV-ul deservește peste 150 de gări în Franța, din care 8 în Île-de-France și mai mult de 30 în țările limitrofe.
Ca o noutate absolută în Franța (cu excepția liniilor suburbane), axele Paris-Bruxelles, Paris-Lille și Paris-Lyon au orare regulate (plecări și sosiri în același minut al fiecărei ore de-a lungul întregii zile).

### Servicii naționale
- Servicii radiale:
  - TGV Sud-Est: de la Gara Paris-Lyon la
    - Lyon-Perrache via Le Creusot-TGV, Mâcon-Loché-TGV, Lyon-Part-Dieu; anumite trenuri ajung până la Saint-Étienne-Châteaucreux.
    - Dijon via Montbard; anumite trenuri ajung până la Montbéliard și în Jura.

  - TGV Alpes : de la gara Paris-Lyon la: 
    - Grenoble via Lyon-Saint-Exupéry TGV;
    - Annecy via Culoz sau Chambéry, Aix-les-Bains;
    - Bourg-Saint-Maurice via Albertville, Moûtiers, Aime-la-Plagne, Landry;
    - Modane via Chambéry, Saint-Jean-de-Maurienne;
    - Saint-Gervais via Annecy, Cluses, Sallanches;
    - Évian via Culoz, Bellegarde, Annemasse, Thonon-les-Bains;

  - TGV Méditerranée de la gara Paris-Lyon la:
    - Marseille-Saint-Charles , via Lyon-Saint-Exupéry, Valence-TGV, Avignon-TGV și Aix-en-Provence-TGV; anumite trenuri ajung, pe linie clasică, până la Toulon, Hyères, Nisa, și chiar până la Vintimille (Italia) via Monaco;
    - Nîmes apoi Montpellier pe linie clasică; anumite trenuri ajung, pe linie clasică, până la Perpignan via Sète, Agde, Béziers și Narbonne;

  - TGV Atlantique de la Paris-Montparnasse deservește: 
    - Tours (gara Saint-Pierre-des-Corps) via Massy-TGV  și Vendôme-TGV; apoi pe linie clasică:
      - Futuroscope, Châtellerault, Poitiers, Ruffec, Angoulême, Libourne și Bordeaux;
      - La Rochelle, via Poitiers, Saint-Maixent-l'École, Niort, Surgères;
      - Toulouse, via Bordeaux, Agen et Montauban;
      - Hendaye și Irun, via Bordeaux, Dax, Bayonne, Biarritz și Saint-Jean-de-Luz;
      - Tarbes, via Dax, Orthez, Pau și Lourdes;

    - Le Mans pe linie de mare viteză; apoi pe linie clasică:
      - Rennes, via Laval și Vitré, cu continuare spre Brest via Saint-Brieuc și Lannion, sau Quimper via Vannes și Lorient iar din 2006 și Saint Malo;
      - Nantes, via Sablé-sur-Sarthe et Angers; anumite trenuri sunt prelungite până la Croisic;

  - TGV Nord de la Paris-Nord, deservește: 
    - Lille; trenurile continuă spre Tourcoing via Croix-Wasquehal și Roubaix și către Boulogne via Calais;
    - Arras pe linie de mare viteză, apoi pe linie clasică:
      - Lens, Béthune, Hazebrouck și Dunkerque;
      - Douai și Valenciennes;

  - TGV Est de la Paris-Est, deservește: 
    - Reims (Gara centrală și Gara Champagne-Ardenne TGV); anumite trenuri continuă pe linie clasică spre Rethel, Charleville-Mézières și Sedan;
    - Bar-le-Duc via Châlons-en-Champagne și Vitry-le-François;
    - Metz, pe LGV și linie clasică de la Vandières; anumite trenuri continuă pe linie clasică spre Thionville și Luxembourg;
    - Nancy, pe LGV și linie clasică de la Vandières; anumite trenuri continuă pe linie clasică spre Épinal și Remiremont, ou Saint-Dié-des-Vosges;
    - Strasbourg, pe LGV și linie clasică de la Baudrecourt; anumite trenuri continuă pe linie clasică spre Stuttgart și München, sau spre Colmar, Mulhouse, Basel și Zürich.

- Servicii transversale:

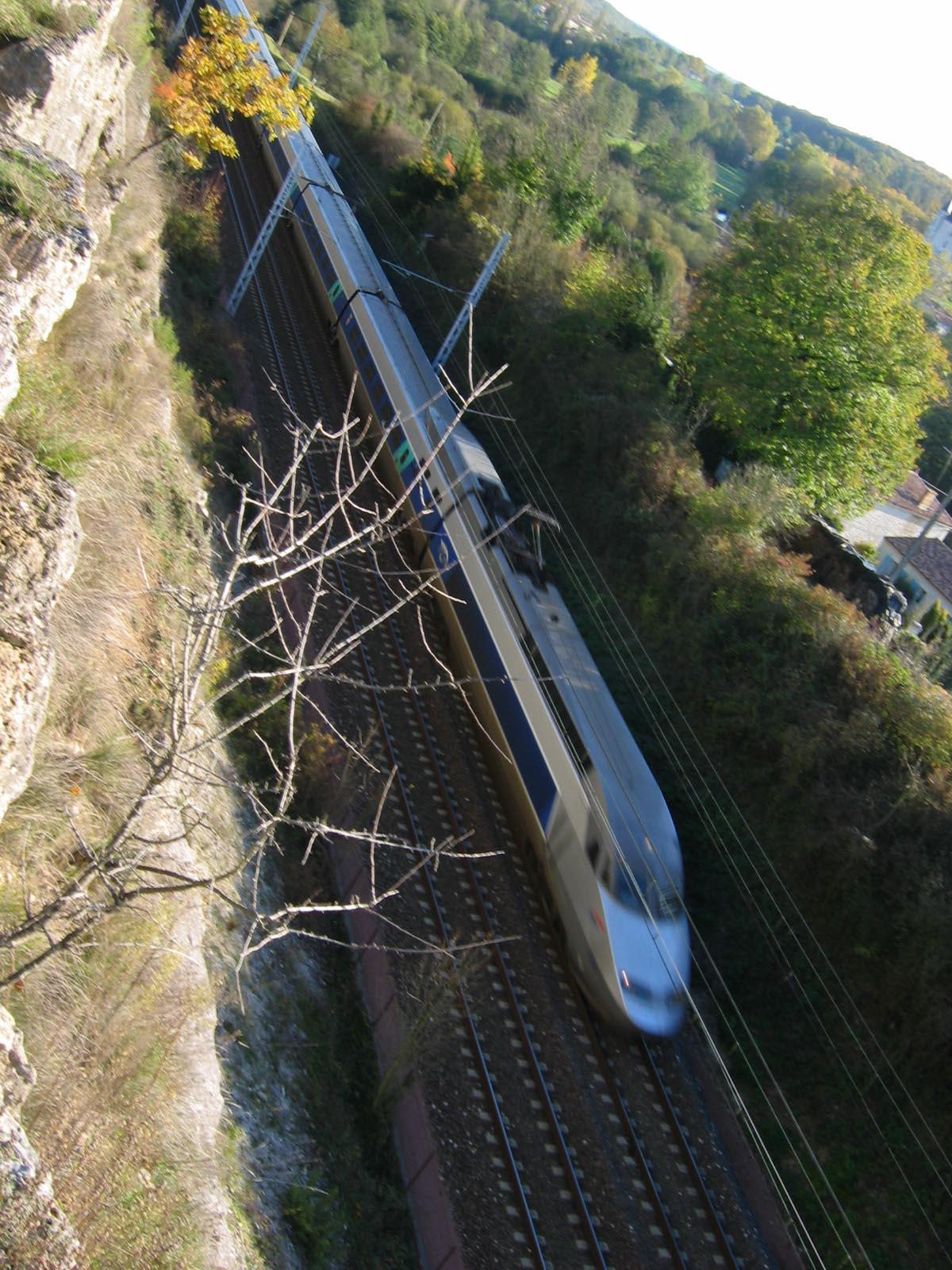
TGV Réseau spre Paris pe linia clasică amenajată (Mouthiers-sur-Boëme, Charente, Franța)

  - prin Interconexiunea Est (care înconjoara Parisul prin est și deservește gările Roissy-Charles-de-Gaulle și Marne-la-Vallée-Chessy):
    - Bruxelles-Perpignan via Lille, Lyon, Montpellier;
    - Bruxelles-Nisa via Lille, Lyon, Marsilia;

  - tranzitând prin Massy-TGV:
    - Marsilia-Nantes / Rennes, via Lyon-Part-Dieu și Le Mans;
    - Lille-Nantes / Rennes, via Interconexiunea Est și Le Mans;
    - Strasbourg-Nantes / Rennes, via Loraine TGV și Le Mans;
    - Nantes-Bourg-Saint-Maurice în timpul vacanței de iarnă;

  - tranzitând prin Massy-Palaiseau:
    - Marsilia-Lyon-Le Havre via Versailles-Chantiers, Mantes-la-Jolie și Rouen-Rive droite;

  - prin Interconexiunea Est și tranzitând prin Massy-TGV:
    - Lille-Hendaye și Lille-Toulouse via Saint-Pierre-des-Corps, Poitiers, Angoulême și Bordeaux;
    - Bruxelles-Bordeaux via Lille, Saint-Pierre-des-Corps, Poitiers și Angoulême;

  - alte rute:
    - Marsilia-Toulouse, via Montpellier;
    - Lyon-Marsilia ;
    - Metz-Nisa, via Dijon, Mâcon și Lyon;
    - Strasbourg-Marsilia, via Mulhouse, Besançon, Lyon-Part-Dieu;
    - Montpellier-Geneva via Lyon-Part-Dieu;
    - Nisa-Geneva via Lyon-Part-Dieu;
    - Bordeaux-Dijon, via Toulouse, Montpellier și Lyon-Part-Dieu.

### Servicii internaționale
Aceste servicii sunt asigurate de SNCF prin parteneriate internaționale și prin societăți mixte.

#### Thalys:Franța-Belgia-Olanda-Germania
Plecând din gara Paris-Nord, Thalys deservește :
- Bruxelles-Midi ;
- Köln via Liège, Aix-la-Chapelle ;
- Amsterdam via Anvers, Rotterdam, La Haye, Schiphol
- Ostende, via Gent și Bruges ;
- Mons, Charleroi, Namur, Liège.

Cu plecare din Bruxelles-Midi :
- Roissy și Marne-la-Vallée ;
- Marsilia și Alpii (Bourg-Saint-Maurice) - serviciu sezonier.

#### Eurostar:Franța-Belgia-Regatul Unit
Serviciul folosește Canalul Mânecii și noile linii spre Paris și Bruxelles (în Marea Britanie a fost deschisă de curând o linie nouă între Folkestone și Londra):
Cu plecare din Londra-Saint Pancras deservește (via Ashford, Calais-Frethun, Lille-Europe) :
- Gara Paris-Nord ;
- Bruxelles-Midi ;
- Alpii (Bourg-Saint-Maurice) - serviciu sezonier;
- Avignon - serviciu sezonier.

#### Lyria:Franța-Elveția
Lyria e o filială comună a SNCF și a căilor ferate elvețiene, care administrează plecările din:
- gara Paris-Lyon spre:
  - Geneva via Mâcon-Loché și Bellegarde ;
  - Berna, via Dijon, Frasne, Pontarlier și Neuchâtel ;
  - Lausanne, via Dijon, Mouchard, Frasne și Vallorbe ;
  - Brig-Glis via Lausanne, Montreux, Aigle, Martigny, Sion și Sierre (Lyria zăpezilor).
- gara Paris-Est spre:
  - Zürich via Strasbourg, Mulhouse și Basel

#### Artesia:Franța-Italia
Artesia e o filială comună a SNCF și Trenitalia, care administrează plecările din gara Paris-Lyon și Paris-Bercy spre:
- Torino, Milano, via Chambéry, Modane.

## Exploatare

### Întreținere
Întreținerea parcului TGV a necesitat amenajarea unor ateliere apropiate de capetele de linie. Astfel, trenurile care asigurau serviciul TGV Paris-Sud-Est erau întreținute în atelierele de la Villeneuve-Saint-Georges și Paris Conflans, cele din TGV Atlantique la Châtillon și  cele din TGV Nord la atelierele Landy la Saint-Denis. De la apariția TGV Duplex (TGV cu etaj), parcul a fost redistribuit, astfel încât atelierele Landy întrețin ramele TGV-Sud-Est și atelierele Paris Conflans ramele TGV Sud-Est, Réseau et Duplex.
Repartiția exactă la 1 ianuarie 2006:
- Paris-Sud-Est (Villeneuve, Conflans) : 65 TGV Sud-Est, 14 TGV réseau, 3 TGV poștale, 79 TGV Duplex;
- Châtillon : 105 TGV Atlantique, 65 TGV Réseau;
- Le Landy : 40 TGV réseau, 42 TGV Sud-Est, 16 Thalys, 16 Eurostar.

Din aprilie 2006, a fost deschis un nou atelier, tehnicentrul de la Ourcq, pentru ramele TGV Est (52 rame din iunie 2007).
Estul Franței a cunoscut în trecut un trafic important de mărfuri (mai ales huilă și fier), care a scăzut drastic. instalațiile industriale ale SNCF au rămas însă, astfel că există un atelier important de revizii periodice la Bischheim, în apropiere de Strasbourg, deși orașul nu este deservit de liniile noi. Trenurile ajung acolo pe linia clasică dintre Paris și Strasbourg, goale și circulând în timpul nopții.
Calea de rulare poate fi inspectată la viteza comercială de 300 km/h cu ajutorul unui vagon special numit Mélusine.

### Cifre-cheie
În 2004, TGV a transportat 85 de milioane de călători în Franța (doar pe rute interne). Aceasta reprezintă o creștere cu 4% a traficului, adică 3 milioane de călători suplimentari față de anul anterior. Cifra de afaceri a fost de 3 miliarde de euro, în creștere cu 7,3%.
La sfârșitul anului 2004, cota sa de piață (în raport cu avionul) era de 68 % pe linia Paris-Marsilia, și de 66 % pe Paris-Bordeaux.
Există 1.000 de mecanici de TGV, din care două femei, în totalul de 17.000 de mecanici ai SNCF.

### Accidente
În 25 de ani, TGV a cunoscut mai multe accidente dintre care 3 deraieri la viteză mare, care nu au cauzat din fericire decât câteva răniri ușoare. Au existat totuși accidente mortale pe liniile clasice, în cazul izbirii unor vehicule rutiere. Ramele, deși parțial deraiate, au rămas întotdeauna în poziția lor normală. Într-un singur caz, în octombrie 2001 în Landes, o locomotivă s-a răsturnat în urma ruperii șinei. Această stabilitate este atribuită în parte rigidității asigurate de structura articulată a trenului.

#### Pe linii de mare viteză
- 14 decembrie 1992, TGV 920 Annecy-Paris deraiază la 270 km/h la intrarea în gara Mâcon-Loché TGV (Saône-et-Loire) ; cauza: blocarea roților unui boghiu în urma unei probleme electronice; boghiul a deraiat la trecerea peste macazurile de la intrarea în gară; 25 de răniți pe peron datorită pietrelor aruncate, nici o victimă în tren.
- 21 decembrie 1993, TGV 7150 Valenciennes-Paris deraiază la 300 km/h în dreptul localității Ablaincourt-Pressoir (Somme) ; locomotiva anterioară și 4 vagoane deraiază, dar rămân paralele cu axul linie; cauza: tasarea liniei în dreptul unei galerii din primul război mondial, nedetectată în timpul construcției; din cei peste 200 de pasageri, unul singur a fost rănit ușor.
- 5 iunie 2000, Eurostar 9047 Paris-Londra deraiază la 250 km/h aproape de bifurcația de la Croisilles (Pas-de-Calais), lângă Arras; patru boghiuri (din 24) deraiază; din cei 501 pasageri, o duzină au fost răniți ușor; cauza: o bielă de pe unul din boghiurile locomotivei anterioare s-ar fi desprins, fiind la originea accidentului.
- 14 noiembrie 2015, un tren de teste TGV Duplex deraiază lângă Eckwersheim pe o secțiune nedeschisa a LGV Paris-Strasbourg. 11 Morți. Cauza: Viteza excesivă

#### Pe linii clasice
- 31 decembrie 1983, o bombă explodează în TGV-ul Marsilia-Paris în dreptul Tain-l'Hermitage; atentatul, atribuit lui Carlos Șacalul, se soldează cu 2 morți.
- 28 septembrie 1988, TGV-ul 736 Grenoble-Paris lovește la 105 km/h un convoi rutier ce transporta un transformator de 100 de tone, blocat pe o trecere la nivel la Voiron (Isère) ; Direcția departamentală a echipamentului nu autorizase convoiul să folosească trecerea la nivel; șocul a fost deosebit de violent datorită masei convoiului. Au existat 2 morți (mecanicul și un pasager) și 25 de pasageri au fost răniți ușor. Trenul transporta 300 de persoane. Trenul numărul 70, numit "Melun", a fost distrus în întregime, cu excepția unei locomotive care este folosită acum ca rezervă pentru trenurile bicurent.
- 4 ianuarie 1991, în urma unei probleme cu frânele, trenul 360, gol, a pornit singur în depoul Châtillon. Rama a fost dirijată pe o linie goală și s-a izbit la 60 km/h de o rampă de încărcare a mașinilor în gara Paris-Vaugirard. Nu au existat victime și trenul a fost reconstruit.
- 25 septembrie 1997, TGV 7119 Paris-Dunkerque, asigurat de rama 502, a lovit la 130 km/h un utilaj de asfaltat de 70 de tone imobilizat pe o trecere la nivel la Bergues (Nord). Au existat 7 răniți. Locomotiva 28004 a fost casată.
- 31 octombrie 2001, trenul 8515 Paris-Irùn deraiază la Saubusse (Landes), între Dax și Bayonne, la 130 km/h; cele 10 vagoane au deraiat și locomotiva din spate s-a răsturnat. Cauza accidentului a fost ruperea șinei. Din cei 422 pasageri, șase au fost răniți ușor.
- 30 ianuarie 2003, TGV Dunkerque-Paris lovește la 106 km/h un camion imobilizat pe o trecere la nivel la Esquelbecq; locomotiva a fost avariată grav, dar nu a existat decât un boghiu deraiat. Singurul rănit (ușor) a fost mecanicul. Accidentul a avut loc în ciuda eforturilor făcute pentru a elimina toate trecerile la nivel de pe rutele TGV.